# Église Saint-Pierre d'Éraville
Pour les articles homonymes, voir Église Saint-Pierre.
L'église Saint-Pierre est une église catholique située sur la commune d'Éraville, dans le département de la Charente, en France.

## Localisation
L'église se trouve au sud-est du village.

## Historique
L'édifice est inscrit au titre des monuments historiques par arrêté du 31 mai 1965.

## Description
L'église à une seule nef avec un clocher-mur présente un style composite associant roman et gothique.